# Miliza Mirtschewa
Miliza Mirtschewa (bulgarisch Милица Мирчева; englisch Militsa Mircheva; * 24. Mai 1994 in Dobritsch) ist eine bulgarische Leichtathletin, die sich auf den Langstreckenlauf spezialisiert hat. Aktuell ist sie Inhaberin der Landesrekorde über 10.000 Meter sowie im Halb- und Marathonlauf.

## Sportliche Laufbahn
Erste internationale Erfahrungen sammelte Miliza Mirtschewa im Jahr 2012, als sie bei den Junioren-Balkan-Meisterschaften in Eskişehir in 4:47,36 min den vierten Platz im 1500-Meter-Lauf belegte und über 3000 Meter mit 10:21,06 min ebenfalls auf Rang vier gelangte. Anschließend kam sie bei den Balkan-Meisterschaften ebendort über 3000 m nicht ins Ziel und belegte in 4:54,60 min den sechsten Platz über 1500 Meter.
Im Jahr darauf wurde sie bei den Crosslauf-Weltmeisterschaften 2013 in Bydgoszcz nach 20:20 min 39. im Juniorinnenrennen und im Juli gelangte sie bei den Junioreneuropameisterschaften in Rieti mit 17:19,24 min auf den zwölften Platz im 5000-Meter-Lauf. Kurz darauf belegte sie bei den Balkan-Meisterschaften in Stara Sagora in 17:60,96 min den sechsten Platz über 5000 Meter, ehe sie im Dezember bei den Crosslauf-Europameisterschaften in Belgrad nach 14:03 min 32. im Juniorinnenrennen wurde.
2014 belegte sie bei den Balkan-Hallenmeisterschaften in Istanbul in 9:40,89 min den sechsten Platz im 3000-Meter-Lauf und im Juli gelangte sie bei den Freiluft-Balkan-Meisterschaften in Pitești mit 16:28,30 min auf Rang fünf über 5000 m. Im Dezember gewann sie bei den Crosslauf-Europameisterschaften in Samokow in 22:25 min die Silbermedaille im U23-Rennen hinter der Britin Rhona Auckland. Im Jahr darauf belegte sie bei den U23-Europameisterschaften in Tallinn in 34:13,36 min den achten Platz im 10.000-Meter-Lauf und schied über 3000 m Hindernis mit 10:21,43 min im Vorlauf aus. Anschließend belegte sie bei den Balkan-Meisterschaften in Pitești in 16:46,63 min den vierten Platz über 5000 m, ehe sie im Dezember bei den Crosslauf-Europameisterschaften in Hyères nach 20:21 min auf den zwölften Platz im U23-Rennen gelangte.
Bei den Halbmarathon-Weltmeisterschaften 2016 in Cardiff wurde sie nach 1:16:54 h 65. und im Juni kam sie in dieser Disziplin bei den Europameisterschaften in Amsterdam nicht ins Ziel. Daraufhin startete sie im Marathonlauf bei den Olympischen Sommerspielen in Rio de Janeiro und lief dort nach 2:51:06 h auf dem 108. Platz ein. Im Dezember wurde sie bei den Crosslauf-Europameisterschaften in Chia nach 20:47 min 30. im U23-Rennen.
2016 zog sie in die Vereinigten Staaten und absolvierte ein Studium an der Florida State University. Im Jahr darauf wurde sie bei den Crosslauf-Europameisterschaften 2017 in Šamorín nach 28:49 min 46. im Einzelrennen und 2018 belegte sie bei den Balkan-Meisterschaften in Stara Sagora in 16:56,17 min den fünften Platz über 5000 m. Im Dezember wurde sie bei den Crosslauf-Europameisterschaften in Tilburg nach 28:03 min 40. 2019 stellte sie in Palo Alto mit 32:30,07 min einen neuen Landesrekord über 10.000 Meter auf und im Oktober absolvierte sie den Valencia-Halbmarathon in 1:11:14 h und stellte auch damit einen neuen Landesrekord auf.
Bei den Crosslauf-Europameisterschaften 2021 in Dublin wurde sie nach 30:28 min 62. im Einzelbewerb und im Jahr darauf wurde sie bei den Weltmeisterschaften in Eugene in 2:30:20 min 15. im Marathon. Anschließend kam sie bei den Europameisterschaften in München im Marathon nicht ins Ziel. Im Dezember lief sie bei den Crosslauf-Europameisterschaften in Turin nach 29:02 min auf dem 40. Platz ein.
2023 wurde sie bei der 2. Liga der Team-Europameisterschaft im Rahmen der Europaspiele in Chorzów in 15:47,58 min Siebte über 5000 m und im August gelangte sie bei den Weltmeisterschaften in Budapest mit 2:36:45 h auf den 36. Platz im Marathon.
Im Oktober wurde sie bei den Straßenlauf-Weltmeisterschaften in Riga nach 15:45 min 13. über 5 km und im Dezember landete sie bei den Crosslauf-Europameisterschaften in Brüssel nach 37:36 min auf dem 45. Platz. Im Jahr darauf belegte sie bei den Balkan-Meisterschaften in Izmir in 9:38,35 min den fünften Platz über 3000 m und gelangte mit 16:28,94 min auf Rang vier über 5000 m. Kurz darauf wurde sie bei den Europameisterschaften in Rom in 1:16:30 h 59. im Halbmarathon.
In den Jahren 2019 und 2023 wurde Mirtschewa bulgarische Meisterin im 1500-Meter-Lauf sowie 2015 über 3000 m Hindernis und 2016 über 5000 und 10.000 Meter. Über 5000 Meter wurde sie auch 2019 und 2020 sowie 2022 und 2023 Landesmeisterin sowie 2022 und 2024 auch im Halbmarathon und 2021 im Marathonlauf. Zudem wurde sie 2014, 2022 und 2023 Hallenmeisterin im 3000-Meter-Lauf.

## Persönliche Bestleistungen
- 1500 Meter: 4:20,18 min, 19. Juli 2014 in Stara Sagora
  - 1500 Meter (Halle): 4:27,66 min, 14. Februar 2014 in Dobritsch
  - Meile (Halle): 4:44,24 min, 25. Januar 2019 in Clemson
- 3000 Meter: 9:06,77 min, 14. Juli 2020 in Plowdiw
  - 3000 Meter (Halle): 9:07,33 min, 8. Februar 2019 in Boston
- 5000 Meter: 15:43,30 min, 1. Dezember 2018 in Boston
- 10.000 Meter: 32:30,07 min, 29. März 2019 in Palo Alto (bulgarischer Rekord)
- Halbmarathon: 1:11:14 h, 27. Oktober 2019 in Valencia (bulgarischer Rekord)
- Marathon: 2:29:23 h, 15. Mai 2022 in Kopenhagen (bulgarischer Rekord)
- 3000 m Hindernis: 10:21,43 min, 9. Juli 2015 in Tallinn